# Raiko Stölting/Saison 2012
Dieser Artikel listet Erfolge und Fahrer des Radsportteams Raiko Stölting in der Saison 2012 auf.

## Erfolge in der UCI Europe Tour
In den Rennen der Saison 2012 der UCI Europe Tour gelangen die nachstehenden Erfolge.
| Datum    | Rennen                        | Kat. | Sieger       |
| -------- | ----------------------------- | ---- | ------------ |
| 12. Juni | 4. Etappe Thüringen-Rundfahrt | 2.2U | Jan Dieteren |

## Platzierungen in UCI-Ranglisten
| UCI Continental Circuit | Platz |
| ----------------------- | ----- |
| UCI Europe Tour 2012    | 86    |

## Abgänge – Zugänge
| Zugänge                  | Team 2011                        | Abgänge                                 | Team 2012                            |
| ------------------------ | -------------------------------- | --------------------------------------- | ------------------------------------ |
| Maik Wensink 1           | Colba-Mercury                    | Abdelbasset Hannachi                    | Groupement Sportif Pétrolier Algérie |
| Maarten de Jonge         | Endura Racing                    | Dominik Ivo                             | Matrix Racing Team                   |
| Felix Dehmel             | LKT Team Brandenburg             | Joachim Tolles                          | Etcetera-Worldofbike                 |
| Björn Schröder           | Nutrixxion Sparkasse             | David Charles Brown                     | Unbekannt                            |
| Jesper Asselman          | Rabobank Continental Team        | Jan Deutschmann                         | Unbekannt                            |
| Nils Plötner             | Team Heizomat                    | Jannick Gnoth                           | Unbekannt                            |
| Gert-Jan Van Immerseel 1 | Jong Vlaanderen-Bauknecht (2010) | Adrian Hense                            | Unbekannt                            |
| Jan Dieteren             | Neoprofi                         | Thomas Juhas                            | Unbekannt                            |
| Tim Gebauer              | Neoprofi                         | Patrick Oeben                           | Unbekannt                            |
| Max Walscheid            | Neoprofi                         | Maik Wensink (bis 31. Juli) 1           | Team Eddy Merckx-Indeland            |
| Henk Wildeman            | Neoprofi                         | Mathias Belka (bis 31. Juli)            | Unbekannt                            |
|                          |                                  | Gert-Jan Van Immerseel (bis 31. Juli) 1 | Unbekannt                            |

## Mannschaft
| Name             | Geburtstag         | Nationalität |
| ---------------- | ------------------ | ------------ |
| Jesper Asselman  | 12. März 1990      | Niederlande  |
| Yannick Bok      | 27. April 1990     | Deutschland  |
| Felix Dehmel     | 21. August 1990    | Deutschland  |
| Jan Dieteren     | 12. April 1993     | Deutschland  |
| Tim Gebauer      | 13. Mai 1989       | Deutschland  |
| Arne Hassink     | 12. August 1984    | Niederlande  |
| Maarten de Jonge | 9. März 1985       | Niederlande  |
| Marten Klöpping  | 19. September 1990 | Deutschland  |
| Thomas Koep      | 15. September 1990 | Deutschland  |
| Jan Oelerich     | 30. März 1988      | Deutschland  |
| Nils Plötner     | 7. Mai 1989        | Deutschland  |
| Jan van Puyvelde | 4. Mai 1982        | Deutschland  |
| Björn Schröder   | 27. Oktober 1980   | Deutschland  |
| Max Walscheid    | 13. Juni 1993      | Deutschland  |
| Henk Wildeman    | 10. Januar 1990    | Niederlande  |